# إليزابيث من نيفير
إليزابيث من نيفير (بالفرنسية: Élisabeth de Bourgogne)‏ (بعد 24 أغسطس 1439 - 21 يونيو 1483) هي دوقة كليفز بزواجها من يوهان الأول من 1455 حتى وفاته، هي الابنة الكبرى لـ جان الثاني، كونت نيفير وزوجته الأولى جاكلين دي إيلي، كانت وريثة نيفير بحيث شقيقها الأصغر توفي مبكراً، ومع أنها توفيت قبل والدها وبذلك أصبح ابنها الثالث الوريث والكونت التالي إنغلبرت.

## الأبناء
كانت لديهم ستة أبناء:-
1. يوهان الثاني، دوق كليفه (13 أبريل 1458 - 15 مارس 1521)؛ خلف والده.
2. أدولف (28 أبريل 1461 - 4 أبريل 1498)، كانون لييج.
3. إنغلبرت (26 سبتمبر 1462 - 21 نوفمبر 1506)؛ أصبح كونت نيفير وأو.
4. ديتريش (29 يونيو 1464؛ توفي صغيراً).
5. ماريا (8 أغسطس 1465 - 7 أكتوبر 1516).
6. فيليب (1 يناير 1467 - 5 مارس 1505)؛ أسقف نيفير وأميان وأوتون.